# U.S. National Championships 1889
Die 9. U.S. National Championships 1889 waren ein Tennis-Rasenplatzturnier der Klasse Grand Slam. Erstmals wurde bei den Damen auch ein Doppel ausgetragen. Das Herrenturnier fand vom 27. August bis 3. September 1889 im Newport Casino in Newport statt. Die Damen spielten vom 11. bis 15. Juni 1889 in Philadelphia.